# Jevgenij Staněv
Jevgenij Staněv (rusky: Евгений Станев), (* 25. září 1979, Sosnovyj Bor, Sovětský svaz) je bývalý reprezentant Ruska v judu.

## Sportovní kariéra
Společně s Maximem Ponomarevem měl privilegium sparrovat s Vladimirem Putinem. Účastnil se dvou olympijských her, ale pozici lídra na světovém fóru nepotvrzoval. V roce 2000 v Sydney vypadl v prvním kole. V roce 2004 v Athénách ve druhém kole vyřadil mistra světa Tunisana Lunifiho, ale v dalším kole prohrál s Gruzíncem Chergianim. Z oprav se do boje o medaili nedostal.

## Výsledky
| Turnaj             | 1998 | 1999 | 2000 | 2001 | 2002 | 2003 | 2004 | 2005 |
| ------------------ | ---- | ---- | ---- | ---- | ---- | ---- | ---- | ---- |
| Olympijské hry     | -    | -    | úč.  | -    | -    | -    | úč.  | -    |
| Mistrovství světa  | -    | 7.   | -    | dns  | -    | úč.  | -    | úč.  |
| Mistrovství Evropy | dns  | úč.  | dns  | dns  | 3.   | 5.   | 3.   | dns  |
| MS juniorů         | 2.   | -    | -    | -    | -    | -    | -    | -    |